# Idyly královské
Idyly královské (1859-1885, Idylls of the King) je rozsáhlý epický básnický cyklus anglického novoromantického básníka Alfreda Tennysona, založený na artušovských legendách. Je napsaný v blankversu a skládá se z dvanácti básní s náměty bájných příběhů o vzestupu a pádu  království krále Artuše, o Svatém grálu a o rytířích Kulatého stolu. Při tvorbě svého díla Tennyson vycházel především z rytířského románu sira Thomase Maloryho Artušova smrt z roku 1485 a ze souboru středověkých waleských příběhů Mabinogi z 12. až 13. století.

## Vznik a charakteristika cyklu
Jednotlivé básně cyklu vznikaly dvacet šest let. Do prvního vydání díla v roce 1859 zařadil autor čtyři idyly Enid, Merlin a Vivien (Merlin and Vivien), Lancelot a Elaine (Lancelot and Elaine) a Guinevere. Básnická sbírka Svatý grál a jiné básně (The Holy Grail and Other Poems) z roku 1870 obsahuje další čtyři idyly Příchod Artušúv (The Coming of Arthur), Svatý grál (The Holy Grail), Pelleas a Eltarre (Pelleas and Ettare) a Artušův odchod (The Passing of Arthur).
Báseň Poslední turnaj (The Last Tournament) vyšla roku 1871 v časopise Contemporary Review, idyla Gareth a Lynette (Gareth and Lynette) roku 1872 a v tomto roce byla zároveň idyla Enid rozdělena na dvě části, na Geraintovu svatbu (The Marriage of Geraint) a na Geraint a Enid (Geraint and Enid). Poslední idyla, Balin a Balan (Balin and Balan), byla publikována v básnické sbírce Tiresias a jiné básně (Tiresias and Other Poems) v roce 1885.
Všechny příběhy spojuje ústřední postava krále Artuše a jeho neúspěšný pokus pozvednout lidstvo a vytvořit dokonalé království. Artuš se snaží vytvořit dokonalý svět, ale selže, když se mu do cesty postaví lidská omylnost jeho rytířů i poddaných. Idyly tak zobrazují rozdíl mezi tím, jací lidé jsou a čím by chtěli být – mezi realitou lidské povahy a jejím ideálem. Použití názvu idyly v titulu cyklu je tudíž trochu ironické vzhledem k tomu, jak neidylický je Tennysonův Camelot. Artušův sen o ideálním světě se rychle rozplyne pro porušené sliby, cynismus a násilí. I když jsou tyto idyly místy trochu sentimentální, není na nich příliš mnoho idylického. Z jednotlivých příběhů vyvěrá ve stylu Theokrita elegický smutek nad společenstvím v rozkladu a celé dílo je často považováno za alegorii společenských konfliktů ve Spojeném království během viktoriánské éry.
Idyly královské věnoval Tennyson roku 1862 formou básně Dedication památce prince manžela královny Viktorie Alberta u příležitosti prvního výročí jeho smrti. V epilogu Královně (To the Queen) z roku 1873 chválí Tennyson královu Viktorii i jejího nedávno zesnulého manžela Alberta, podle kterého byl Artuš údajně modelován, a modlí se, aby se na ni stejně jako na Artuše pamatovalo jako na velkou vládkyni ještě dlouho po skončení její vlády.

## Obsah cyklu
V hloub velkou z velké hloubi kráčívá. (From the great deep to the great deep he goes)
Cyklus obsahuje dvanáct idyl seřazených v díle podle předpokládané chronologie děje. Jako jméno krále je v článku použito vžité Artuš, ačkoliv v českém překladu je uvedeno Arthur.

### Příchod Artušův

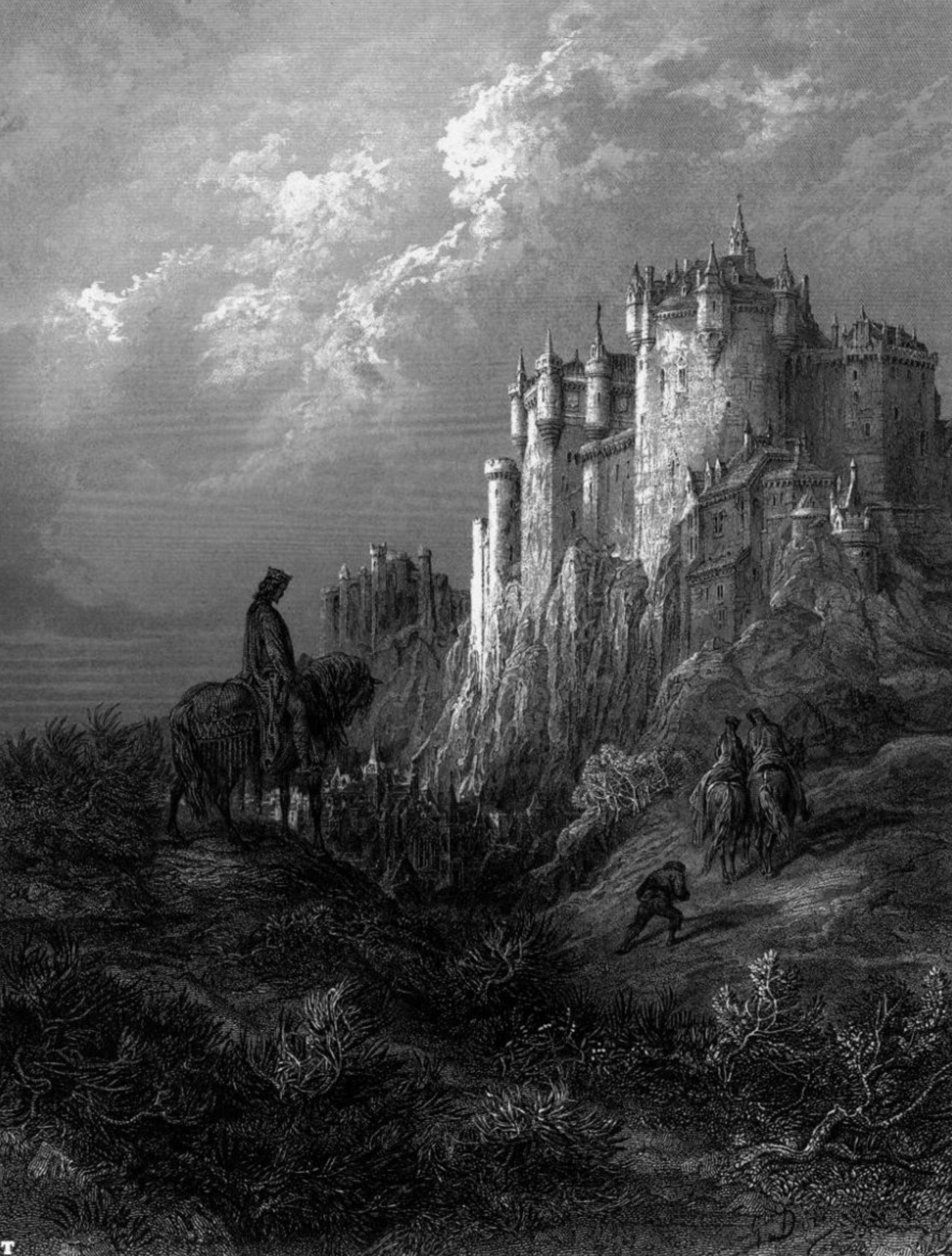
Gustave Doré: Camelot (1867)

První z Idyl pokrývá období od Artušovy korunovace jako krále jednotné říše až po jeho svatbu s Guinevere, dcerou cameliardského krále Leodograna. Popisuje i Anglii před příchodem Artuše, kdy drobní králové vedli mezi sebou války a zpustošili zemi. Pohané ze zámoří pak zničili to, co zbylo, takže zemi ovládala divočina a zvířata. Ani král Aurelianus a po něm Uther nedokázali sjednotit lid. Pouze s Artušovým Kulatým stolem v Camelotu poznala země určitou míru jednoty a míru.
Cameliardský král Leodogran žádá od Artuše pomoc v boji proti pohanským hordám. Artuš je porazí a pak také barony, kteří zpochybňují jeho legitimitu jako syna krále Uthera. Po vítězství si Artuš s Lancelotem přísahají nehynoucí přátelství. Poté Artuš vyšle své vyslance požádat o ruku Leodogranovy dcery Guinevere, kterou miluje. Leodogran je sice Artušovi vděčný za pomoc, ale má také pochybnosti o jeho původu. Vyslechne proto svého komořího, který mu řekne, že jen dva muži znají tajemství Artušova narození: kouzelník  Merlin a Merlinův mistr Bleys. Potom se obrátí na Artušovy vyslance, a jeden z nich, rytíř Bedivere, mu vypráví příběh o Artušově narození. Artuš se narodil po smrti svého otce, krále Uthera, a protože Merlin věděl, že baroni lačnící po moci by Artuše zabili, kdyby věděli o jeho existenci, poslal ho do péče věrného rytíře, sira Antona, jehož manželka vychovala Artuše jako svého. Merlin ho pak prohlásil za Utherova dědice a nechal ho korunovat králem navzdory nesouhlasu vzbouřených baronů. 
Poslední, koho se Loedogran zeptá na jeho názor, je Artušova nevlastní sestra Bellicent, královna Orknejí (postava známá jako Anna nebo Morgause v jiných verzích Arušových legend), která k němu přijela se syny na návštěvu. Před tím, než vypráví o Artušové původu a o tom, jak mu mocná čarodějka Jezerní paní darovala meč Excalibur, pošle své syny pryč z místnosti, ale jeden z nich, Mordred, tajně naslouchá u dveří. Když Bellicent vypráví příběh o tom, jak Artuš založil Kulatý stůl, zmiňuje přítomnost tří krásných královen, které mlčky stály poblíž jeho trůnu, aby mu pomohly, když to bude potřebovat (tyto královny jsou v Camelotu neustále přítomné, jejich obraz je na horní straně vstupní brány, která je po nich pojmenována, a tiše zdraví každého, kdo vstoupí)
Nakonec Leodogrona přesvědčí až sen o Artušovi korunovaném v nebi. Se svatbou souhlasí a Artuš pošle pro Guinevere Lancelota. Artuš a Guinevere jsou oddáni. Na svatební hostině Artuš odmítne vzdát obvyklou poctu pánům z Říma a odevzdat jim poplatek jako dřív. Prohlásí: „Starý řád již mění se a s místa ustupuje novému". Artuš a jeho rytířstvo vládne v jednotě a vyženou ze své země pohany ve dvanácti velkých bitvách.

### Gareth a Lynette
Gareth, nejmladší syn nevlastní Artušovy sestry Bellicent a krále Lota z Orknejí, sní o tom, že se stane rytířem Kulatého stolu jako jeho bratři Gawain, Mordred, Gaheris a Agravain. Jeho matka mu v tom brání. Žádá Garetha, aby se slitoval nad její osamělostí, a vyjadřuje svůj strach o jeho bezpečí, pokud se stane rytířem. Nakonec mu dává svolení jít k Artušovu dvoru pod jednou podmínkou, že než se stane rytířem, musí rok sloužit v kuchyni a udržovat svou identitu v tajnosti.
Když Gareth dorazí na Camelot, skutečně začne pracovat v kuchyni. Je to oddaný a poslušný sluha. Hodně času tráví sledováním klání, porážením ostatních chlapců v bojích a vyprávěním příběhů o rytířských dobrodružstvích. Bellicent lituje, že donutila Garetha sloužit v kuchyni a pošle mu jeho brnění, čímž ho osvobodí od slibu, který jí dal. Nyní se může být rytířem na kterého jej Artuš tajně pasuje a o jeho identitě řekne pouze Lancelotovi a žádá jej, aby na Garetha dohlédl.
Garethův první úkol, který od Artuše dostane, je osvobození lady Lyonors, která je vězněna čtyřmi bratry (tři brání přechody přes řeku a čtvrtý, nejmohutnější z nich, jí hlídá v jejím zámku), jejichž jména ((jitro, poledne, večer a smrt) symbolizují etapy v životě člověka. O pomoc pro ni přišla prosit její sestra Lynette a žádá Artuše, aby vyslal rytíře Lancelota. Když Artuš pověří úkolem Garetha, Lynette se urazí, že dostala sluhu z kuchyně a rozhořčeně odchází. Garetha, který jde těsně za ní, uráží a zesměšňuje, a přikazuje mu, aby jí opustil, ale on odpovídá, že jí bude chránit. Přestože se na cestě neustále osvědčuje, Lynette jej nazývá kuchtíkem, umývačem rožňů a ničemníkem a říká mu, že čpí kuchyňskou mastnotou. Gareth však zůstává po celou dobu zdvořilý a jemný 
Prvním přechodem přes řeku je jednoobloukový most, který brání rytíř Jitřní hvězdy (sir Morning Star, Hvězda Denní). Gareth jej srazí na zem a přinutí Lynette, aby požádala o jeho život. Poté pošle rytíře za Artušem, aby si vyprosil odpuštění. U druhého přechodu přes řeku, kterým je brod, porazí dalšího z bratrů, rytíře Poledního slunce (sir Noon-day Sun, Slunce polední), a rovněž jej pošle ke králi. Třetí z bratrů rytíř Večerní hvězdy (sir Star of Evening, Hvězda večerní) brání trojobloukový most. Jde o statného muže, který se zdá být nahý, protože je oblečen ve ztvrdlé kůži, která odráží rány mečem, když mu soupeř rozpoltí brnění. Souboj s ním byl pro Garetha nejtěžší, který kdy zažil, ale nakonec zvítězí (srazí rytíře Večerní hvězdy z mostu). Po souboji Lynette konečně uznává Garetha jako rytíře a omlouvá se, že se mu vysmívala.
Oba se na noc ukryjí v jeskyni. Přichází Lancelot, který má za úkol od krále na Garetha dohlédnout. Splete si Garetha s rytířem Jitřní hvězdy a srazí ho z koně. Pak uslyší Garethovo jméno a pomůže mu vstát. Zatímco Gareth spí, Lynette si stěžuje Lancelotovi, že teď, když je tady, bude Garethovi odepřeno jeho konečné vítězství. Rytíř, který hlídá hrad, bude chtít bojovat s Lancelotem a ne s nějakým neznámým rytířem. Lancelot souhlasí s tím, že se Gareth může obléknout do jeho brnění.
Poté, co dojedou ke hradu, ve kterém čtvrtý rytíř zvaný Smrt (sir Death) vězní Lyonors. Gareth třikrát zatroubí na roh, načež se objeví na černém koni plně ozbrojený rytíř vystrojený jako kostlivec. Garethovi se podaří srazit rytíře Smrt z koně a rozpoltit mu helmu na dvě části, čímž odhalí, že Smrt je chlapec mladší než on sám. Chlapec vysvětluje, že ho jeho tři bratři donutili, aby se takto převlékl. Chtěli vyprovokovat Artuše a Lancelota, ke kterým chovali zášť, k boji a nevěřili, že by se někdo mohl dostal přes říční přechody tak daleko.
Ten, který tento příběh vyprávěl ve starších dobách (tj. sir Thomas Malory), tvrdil, že se Gareth oženil s Lyonors. Ale ten, kdo příběh vypráví později (Tennyson), říká, že se oženil s Lynette.

### Enid
Tato idyla vyšla původně jako jeden celek, ale později byla rozdělena na dvě části, na Geraintovu svatbu a na Geraint a Enid:

#### Geraintova svatba
Geraint, vévoda z Devonu a jeden z nejstatečnějších Artušových rytířů, je ženatý s Enid, dcerou hraběte Yniola. Svou ženu hluboce miluje a ona k němu cítí stejnou náklonnost; jejím jediným přáním je potěšit ho. V této době se na dvoře v Camelotu začínají šířit první zvěsti o Lancelotovi a Guinevere, ale zatím neexistuje žádný důkaz, že mezi nimi existuje nějaký vztah. Geraint ale příběhům věří a začíná se bát, že Enid bude následovat špatný příklad své přítelkyně, královny. Jeho starosti ho začnou sužovat, až nakonec požádá Artuše o povolení vrátit se na své panství pod záminkou, že je musí vyčistit od zločinců. V Devonu pak zapomíná na povinnosti vládce a rytíře a sžíraný žárlivostí zůstává po celou dobu po boku Enid. Geraintova pověst začíná trpět a lidé se mu tajně posmívají, že jeho mužnost je pryč.

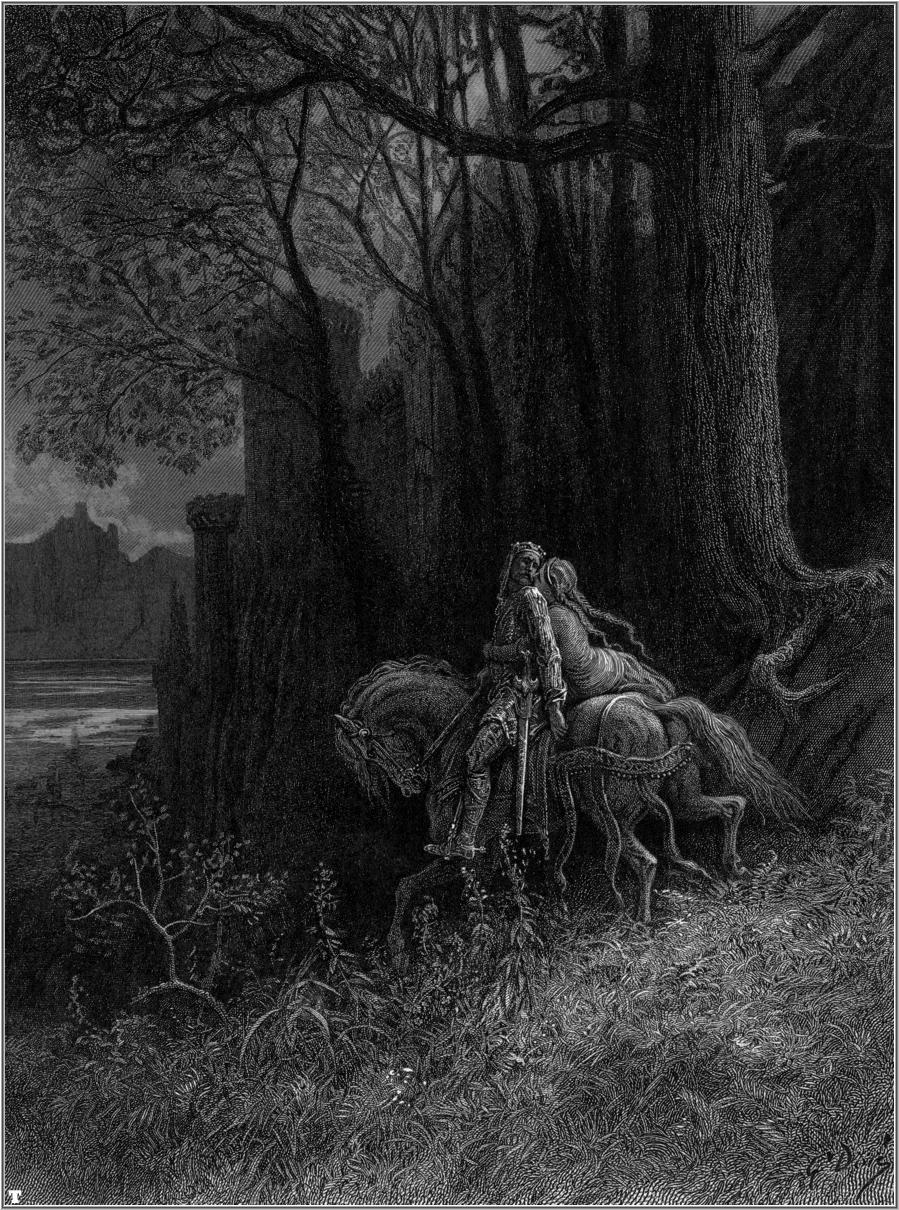
Gustave Doré: Geraint a Enid se vydávají na cestu (1868)

Enid je velmi smutná z jeho nového nedůstojného způsobu života, ale nechce ho kritizovat, aby mu nezpůsobila žádnou bolest. Je z toho ale tak rozrušená, že jednoho rána pláče, že neplní úlohu věrné choti, protože se mu nedovažuje říci, co si lidé o něm myslí. Geraint se probudí, slyší jenom její slova o tom, že není věrná choť, a její slzy si vyloží jako touhu po jiném rytíři. Žárlivý vyskočí z postele, přikáže, aby jim oběma přivedli jejich koně, a nařídí Enid, aby si na sebe vzala své nejhorší šaty. Oznámí jí, že se rozhodl vydat se na cesty, aby dokázal, že je stále rytíř, a že Enid pojede s ním. 
Pohled na její nejhorší šaty připomene Enid dobu před rokem, kdy se poprvé setkala s Geraintem, který přinutil Yniolova synovce Edyrna, aby vrátil Yniolovo hrabství, kterého se zmocnil.  Potom Geraint požádá Enid o ruku, ale chce, aby s ním odjela do Camelotu ve svých nejhorších šatech. Její matka se proto na Gerainta zlobí, ale ten jí vysvětlí své důvody: chce splnit požadavek Guinevery obléknout Enid na její svatbu, chce si být jistý, že si ho Enid opravdu chce vzít z lásky a nedělá to jen pro bohatý život, který by jí manželství s ním přineslo, a že také chce vyzkoušet Enidinu poslušnost. Poté se Geraint a Enid vydají na Camelot, kde ji Guinevere oblékne na její svatbu a jsou oddání.
Enid si své staré šaty schovala, protože jí připomínali její svatební den. Když jí nyní Geraint přikázal, aby si vzala na cestu své nejhorší šaty, vyhledala je a oblékla se do nich.

#### Geraint a Enid
Když oba manželé vyrazí na cestu, přikáže Geraint Enid, aby jela kus před ním a mlčela, aby díky ní neztratil nervy. Po určité době zahlédne Enid tři lupiče skrývající se za skálou, aby je přepadli. Řekne to Geraintovi, který jí nejprve vyčiní, že porušila jeho příkaz mlčení, a pak všechny tři lupiče, kteří se na něho vrhli, zabije. Poté přikáže Enid, aby před sebou hnala koně s brněním banditů. Enid zahlédne tři další bandity, kteří čekají v lese, aby je přepadli- Řekne o tom Geraintovi, který odpoví, že ho bandité rozhněvali méně než její neposlušnost. Tři bandity opět zabije a přikáže Enid, aby před sebou hnala i jejich koně s jejich brněním spolu se stávajícím třemi. Jak jedou, Geraint začne Enid litovat a uvažuje o tom, že se jí zeptá, zda mu byla nevěrná. Ale pro něj by bylo snazší ji zabít, než se na to zeptat.
V hostinci, kam se uchýlil na noc, se Geraint a Enid setkají s hrabětem z Limours, bývalým nápadníkem Enid. Geraint kupuje víno a jídlo pro něj a všechny jeho přátele. Hrabě z Limours říká Enid, že ji stále miluje a s odvoláním na to, že jí Geraint zjevně zanedbává, ji nabídne, že jej s přáteli zabije- Enid, aby tomu zabránila, mu řekne, že je příliš unavená, aby přišel až ráno a odvedl jí jako násilím pryč. Druhý den ráno Geraint daruje koně i brnění hostinskému. Enid řekne Geraintovi o Limoursových záměrech. Geraint jí znovu přikáže, aby jela před ním a nepromluvila ani slovo. Když Enid zahlédne, jak se Limours řítí na Gerainta, ukáže mu na něj prstem, místo aby promluvila, což Gerainta potěší. Poté, co Geraint zabije Limourse, všichni jeho muži z boje utečou. 

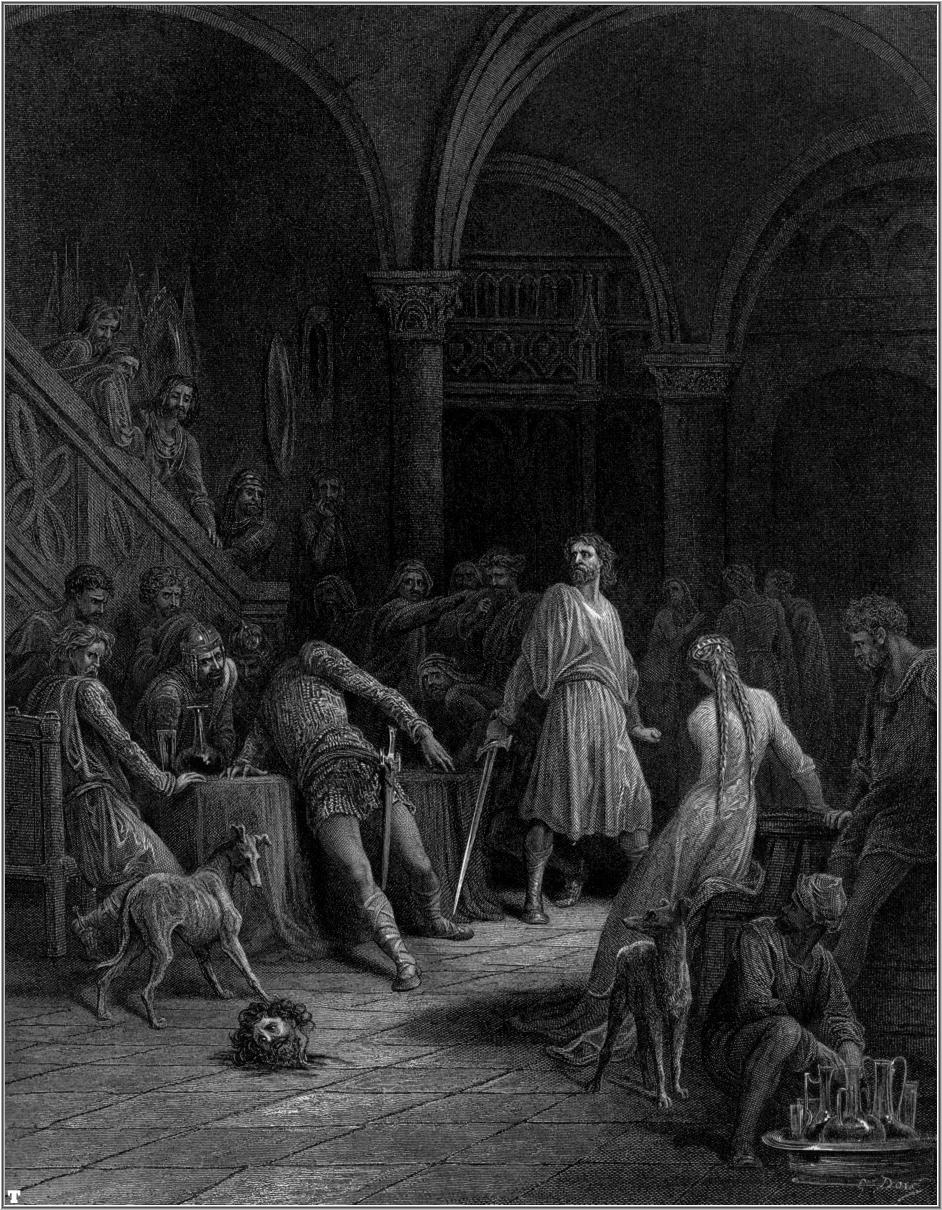
Gustave Doré: Geraint zabíji loupeživého hraběte Doorma (1868)

Geraint a Enid jedou dál, až se dostanou na území loupeživého hraběte Doorma. Krvácející rána uvnitř Geraintova brnění ze souboje s Limoursem způsobí, že Geraint omdlí a spadne z koně. Enid mu obváže ránu, pak si vedle něho sedne a začne plakat, protože neví, jak mu pomoci. Když jede náhodou kolem Doorm, pak na Enidinu prosbu přikáže svým lidem, aby odnesli Gerainta v nosítkách na jeho hrad. Geraint se probere, ale nadále se tváří, že je v bezvědomí, aby vyzkoušel Enidinu oddanost. Ale díky jejímu pláči začíná věřit, že ho stále miluje. Hrabě Doorm je přesvědčen, že Geraint je mrtvý. Nabízí Enid sňatek, krásné šaty, vybrané jídlo a víno, ale ona vše odmítá. Doorm se rozzuří a udeří jí do tváře. Na to Geraint vyskočí z nosítek a usekne hraběti hlavu. Všichni prchnou, protože si myslí, že jde o ducha. Pak se Geraint Enid omlouvá za to, jak se k ní choval a slibuje jí, že již nikdy o ní nebude pochybovat.  
Když oba  odjíždí z Doormova hradu potkají rytíře Edirna, který je ujišťuje, jak se pod vlivem porážky od Gerainta změnil a stal se dobrým mužem a rytířem Kulatého stolu. Za Doormem byl vyslán králem Artušem, který jede s vojskem za ním, s příkazem, aby se Doorm vzdal králi a podrobil se jeho rozsudku. Když se dozví, co se stalo, vyzve Gerainta aby s ním jel ke králi a sám mu to vypověděl. Všichni tři odjedou do Artušova tábora, kde Artuš říká Geraintovi, že jeho odchod z Camelotu ho zahanbil, protože to cítil jako výčitku, že mu nepomohl v boji o bezpečnost jeho země. To se rozhodl napravit, a zatímco se Geraint léčil ze svých ran, Artuš všechny loupeživé rytíře porazil a zavedl v zemi pořádek a spravedlnost.
Když se Artuš s vojskem vrací do Caerleonu ve Walesu na řece Usk, Geraint a Enid jdou s ním a stráví u něj nějaký čas. Pak spolu Geraint a Enid žijí i se svými dětmi šťastně až do Geraintovy hrdinné smrti v bitvě proti pohanům ze Severního moře.

### Balin a Balan

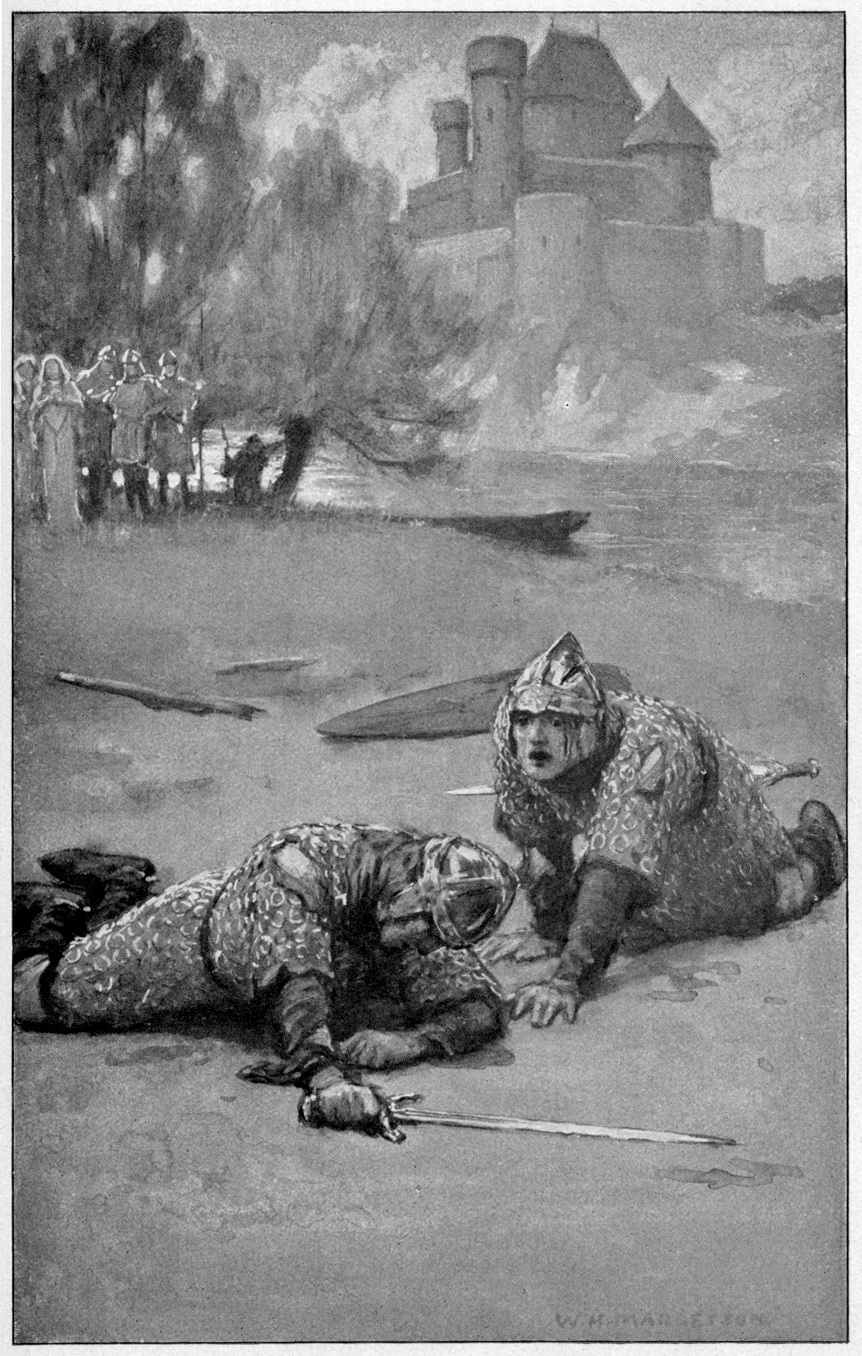
William Henry Margetson: Balin a Balan (1914)

Balin a Balan, dva nerozluční bratři-dvojčata, se po třech letech exilu vrací do Camelotu. Balin byl vyhoštěn poté, co jako bez smyslů zbil sluhu kvůli fámě, že jej urazil. Balan se rozhodl jít s ním, aby na něj mohl dávat pozor, protože zná jeho prudkou povahu. Artuš oba vřele přivítá.
Na Camelot dojde zpráva, že v lesích krále Pellama žije démon, který dokonce zabil jednoho z Artušových rytířů. Balan se nabídne, že démona zahubí. Než odjede, varuje Balina, aby ovládal svůj hněv, který byl příčinou jejich vyhnání.
Balin se usilovně snaží naučit se zdvořilému chování a za příklad si bere Lancelota. Brzy ale zjistí, že Lancelotova dokonalá zdvořilost je mimo jeho dosah. Ptá se proto krále Artuše, zda může na svém štítě nosit královnin symbol, protože doufá, že jej inspiruje k dobrému chování. Artuš a Guinevere s tím souhlasí, a opravdu mu to několikrát pomůže k tomu, aby se ovládl. Pak, jednoho letního rána, Balin spatří podivnou výměnu názorů mezi Lancelotem a královnou, při které se královna začervená. Naplní jej to zmatkem a raději opouští Camelot po stopách Balanových. Cestou potká muže, který mu řekne, že démon lesa je možná syn krále Pellama Garlon.
Balin přichází do paláce krále Pellama, kde se všichni ptají na symbol na jeho štítu. Když se Garlon dozví, že jde o symbol královny Guinevery, naznačí, že královna skrývá tajnou hanbu, a nazve Balina naivním, že jí zbožňuje. Myšlenka na Guineveru zpočátku inspiruje Balina k tomu, aby byl zdvořilý a zdržel se útoku na Garlona. Ale když hned další ráno Garlon znovu Guineveru urazí, Balin jej zabije a uteče do lesa, kde pověsí svůj štít na strom, protože se domnívá, že jako násilník si již nezaslouží nosit symbol královny.
Žena jménem Vivien prochází kolem se svým panošem a žádá Balina o jeho ochranu na její cestě na Artušův dvůr. Balin odpovídá, že je divoch, který dovolil šelmě hněvu, aby ho spolkla, a navíc znesvětil znak Guinevere, že tudíž není dobrým průvodcem na cestu. Když Vivien zaslechne Guineverino jméno, zasměje se a vypráví Balinovi lež, jak ona a její panoš byli svědky lásky Lancelota a Guinevere. Balin si vzpomene na setkání Lancelota a Guinevere, které zahlédl v zahradě, a uvěří jí. Vydá nelidský výkřik, že jeho idolem je padlá žena. Výkřik zaslechne Balan, který je nablízku. Protože je přesvědčen, že konečně našel lesního démona, jede za hlasem a na Balina zaútočí. Oba se navzájem v souboji smrtelně zraní. Vivien s panošem je nechají bez pomoci na pospas vlkům a opustí je.
Když se oba bratři probudí a poznají se, Balin řekne Balanovi o všem, co se mu stalo. Balan řekne zase Balinovi, že slyšel, že za Garlonem často chodí žena, která si pohrává s ďáblem. Věří, že tato žena je ta samá, co nad nimi před chvílí stála. Pak Balina ještě ujistí, že žena o královně lhala a že královna je čistá. Oba bratři pak umírají jeden druhému v náručí.

### Merlin a Vivien
Příběh začíná na dvoře krále Marka z Cornwallu, kde potulný pěvec zpívá o platonické lásce mezi Lancelotem a Guinevere a o tom, jak jejich příklad inspiroval mnoho Artušových rytířů rytířů k čisté lásce bez naděje na fyzickou odměnu. Markova milenka Vivien se vysmívá představě, že kdokoliv by mohl být tak čistý a ctnostný, jak se o Artušovi a jeho rytířích traduje. Mark, který Artuše nesnáší za to, že ho vnímá s opovržením, vyzve Vivien, aby mezi rytíři Kulatého stolu vyvolala potíže, Vivien rytíře Kulatého stolu nenávidí, protože její otec padl v bitvě s nimi a její matka pak na jeho těle zemřela, když jí před tím porodila. Je tudíž „ze smrti a mezi zemřelými zrozena“, vždy si myslí o lidech to nejhorší a zdá se, že je určena k rozsévání smrti kamkoliv přijde. Slibuje, že svede všechny Artušovy rytíře.
Podle Markova přání odjede Vivien do Camelotu, kde se vloudí mezi Guineveriny dámy pod záminkou, že prchá před králem Markem a jeho návrhy. Pak v Camelotu šíří pomluvy o královně a Lancelotovi a dokonce se pokusí svést krále Artuše. To se jí nepovede a Merlin, který je toho náhodným svědkem, se jí směje. Vivien to slyší a přísahá, že se Merlinovi pomstí.

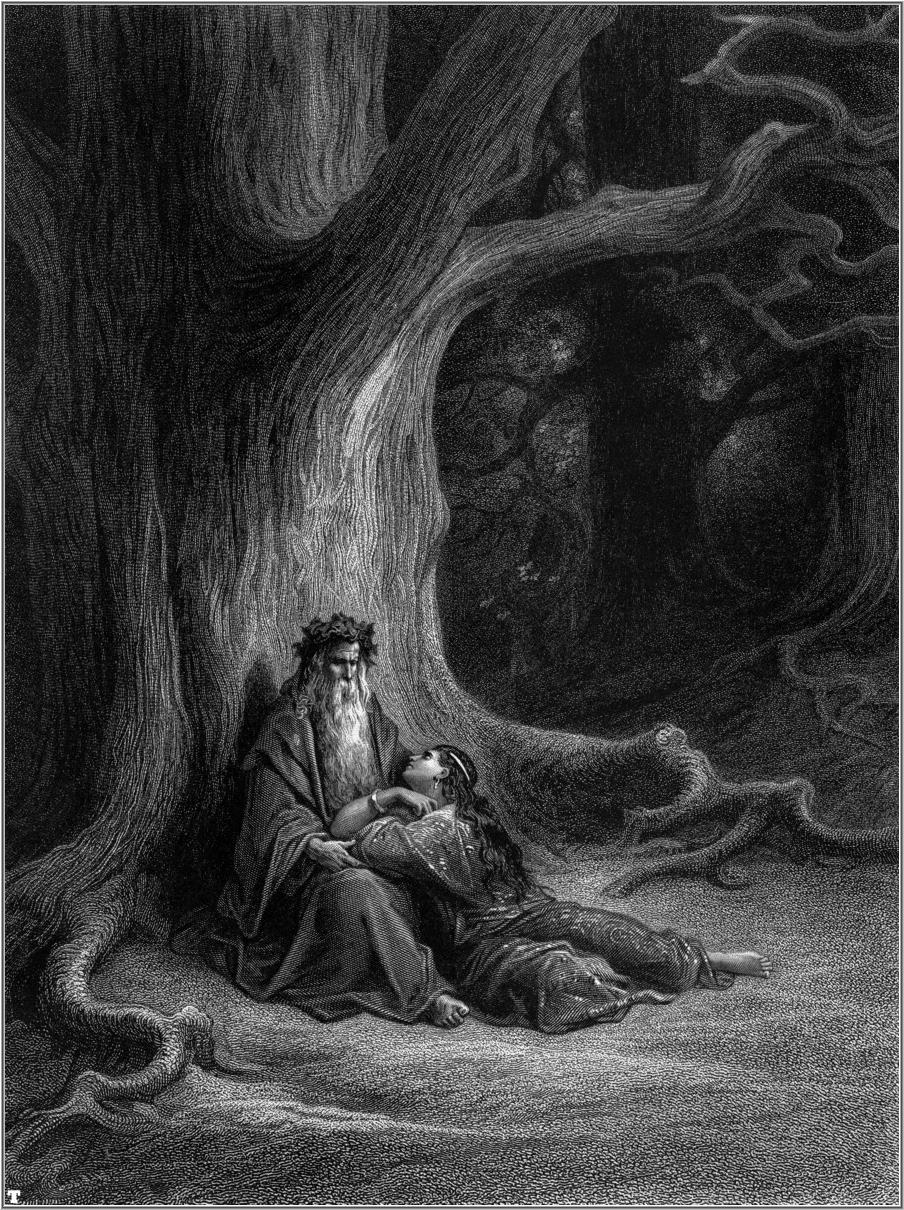
Gustave Doré: Merlin a Vivien se ukrývají před bouří pod dubem (1868)

Vivien začne Merlinovi naznačovat, že jej miluje. Merlin je proto k ní tolerantní, ale zároveň ve snech cítí svou zkázu. Proto opustí Camelot, ale Vivien jde za ním. Dojdou k pobřeží, oba vstoupí do loďky, a přeplaví se do Francie. Vivien Merlina následuje i do tajemného bretaňského lesa Brocéliande. Má v úmyslu vylákat z něj kouzlo, které člověka navždy uvězní tak, že jej bude moci vidět pouze ona a on pouze jí. Věří, že Merlinova porážka bude její slávou. Sedne si Merlinovi na klín a chce po něm, aby jí to kouzlo řekl jako důkaz, že jí taky miluje. Merlin jí říká, že jí kouzlo nenaučí, protože by ho mohla použít proti Artušovým rytířům jen proto, že si myslí, že ji pomlouvají.
Pouhá myšlenka na to, že ji Artušovi rytíři pomlouvají, přivádí Vivien k vzteku. Řekne Merlinovi všechny pomluvy, které o nich slyšela. Merlin jí všechny vyvrátí. Nakonec se Vivien zeptá Merlina na zvěsti o nevěře Guinevery s Lancelotem. Na to Merlin odpovídá, že Guinevere si spletla Lancelota s králem Artušem, když pro ni přišel, zamilovala se do něj, ale přesto zůstává čistá. Vivieniny pomluvy pokračují a Merlin si pro sebe zamumlá, jak je hrozná, a nazve ji nevěstkou. Vivien, která urážku zaslechne, vyskočí vzteky z jeho klína a pak propukne v pláč. Řekne Merlinovi, že její hrozné pomluvy Artuše a jeho dvora byly vyvolány pouze jejím uctíváním Merlina, díky kterému se všichni ostatní muži ve srovnání s ním zdají malí.
Spustí se bouřka a Merlin řekne Vivien, aby se s ním ukryla pod dub. Vivien ale jeho objetí odmítá a říká mu, že jedině odhalením kouzla jí nyní může dokázat jeho důvěru a zabránit jí v odchodu. Vyzývá nebe, aby ji zasáhlo bleskem, pokud má s kouzlem nějaké špatné úmysly. Na to do dubu udeří blesk. Vivien vyděšeně vykřikne a skočí Merlinovi do náruče. Zatímco jim nad hlavami zuří bouře, pokračuje ve svém svádění. Merlin, unavený Vivieninými lichotkami a doteky, jí nakonec kouzlo naučí. Vivien okamžitě kouzlo použije proti němu a on zůstane jako mrtvý ležet v dutém dubu „ztracen jsa již pro život a čin a čest a zvěst."

### Lancelot a Elaine

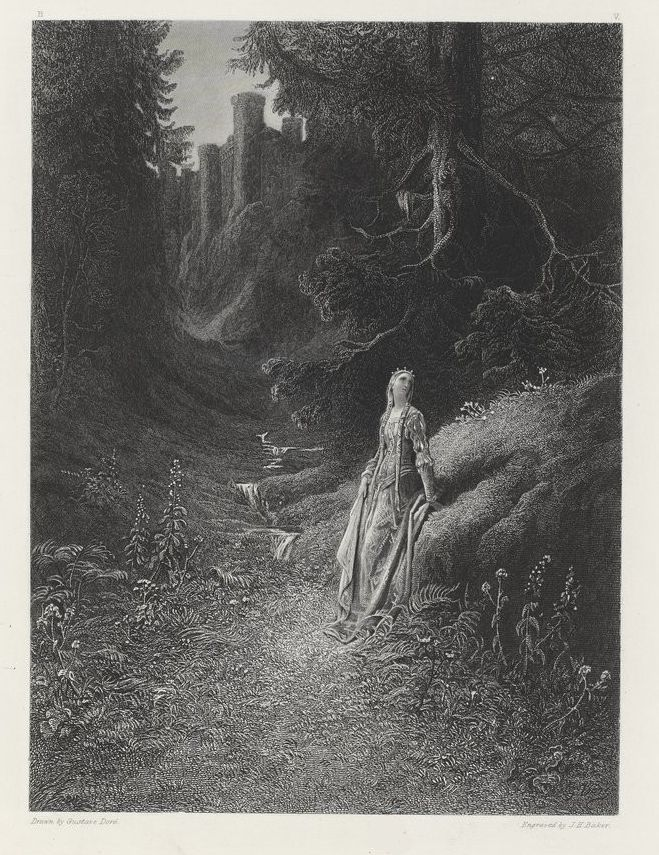
Gustave Doré: Elaine (1867)

Idyla Lancelot a Elaine je založen na příběhu Elaine z Astolatu, který se nachází v knize Artušova smrt od sira Thomase Maloryho. Tennyson se již předtím zabýval podobným tématem v básni Paní ze Shalott publikované v roce 1833 a revidované v roce 1842. Tato báseň je ale založena na italské novele ze 13. století Damigella di Scalot a obsahově se velmi liší od Maloryho verze.
Kdysi dávno objevil Artuš v mechem obrostlém útesu kostru padlého krále se starodávnou korunou s devíti diamanty. Diamanty z koruny odstranil s tím, že na devíti výročních turnajích udělí vítězi turnaje jeden diamant. Vítězem byl vždy Lancelot, který má v plánu vyhrát ještě jednou a věnovat všech devět diamantů své tajné lásce, královně Guinevere. Guinevere se ale pro nemoc nemůže turnaje zúčastnit. Lancelot se domnívá, že Guinevere chce, aby zůstal s ní, a Artušovi řekne, že jej trápí sotva zhojená stará rána, která mu brání nasednout na koně. „A král zrak nejdřív naň, pak na ní upřev, šel".
Po odchodu krále Guinevere vyčítá Lancelotovi, že svým rozhodnutím nezúčastnit se turnaje dává důvod k pomluvám. Také mu řekne, že nemůže milovat svého příliš dokonalého manžela, tak jako se nikdo nemůže upřeně dívat na slunce, a konečně jej upozorní, že Artuš jí nikdy neřekl slovo výtky, jen dnes mu v očích podezření zasvitlo. Lancelot tedy souhlasí, že na turnaj půjde a Guinevere mu poradí, aby šel v přestrojení a králi pak vysvětlil, že tím chtěl dokázat, že nevyhrává jeho jméno ale schopnosti.
Na své cestě na turnaj navštíví Lancelot hrad Astolat, kde ho přivítá jeho lord se dvěma svými syny Lavainem a Torrem a se svou dcerou Elaine. Torre, který byl zraněn a turnaje se nezúčastní, souhlasí, že půjčí Lancelotovi svůj štít, brnění a zbraně, aby mu pomohl zamaskovat se. Lavaine se nabídne, že Lancelota doprovodí. Elaine se do Lancelota zamiluje a druhý den ráno ho požádá, aby v turnaji nesl její barvy. Lancelot, ačkoliv to pro žádnou ženu ještě neudělal, souhlasí, aby jeho přestrojení bylo ještě dokonalejší, a přiváže si k přilbě její červenou stužku vyšívanou perlami. Požádá také Elaine, aby střežila jeho štít. Cestou na turnaj odhalí svou pravou totožnost Lavainovi.
Na turnaji Lancelot opět zvítězí, ale je těžce raněn. Ujede s Lavainem dřív, než může získat devátý diamant. Oba se ukryjí v jeskyni poblíž Camelotu, kde se poustevník stará o Lancelotovu ránu. Artuš svěří devátý diamant siru Gawainovi a nařídí mu, aby našel rytíře, který ho vyhrál, a dal mu ho. Po návratu Artuše z turnaje na Camelot, mu Guinevere odhalí Lancelotovu lest. Když se pak od Artuše dozví, že Lancelot bojoval v barvách jiné ženy, v soukromí se rozzuří.
Gawain přijíždí do Astolatu, kde mu Elaine ukáže rytířův štít, načež se dozví, že neznámý rytíř je Lancelot. Když prozradí Gawainovi, že je do Lancelota zamilovaná, nechá jí Gawain diamant, aby mu ho dala. Po návratu do Camelotu pak Gawain rozšíří informaci o lásce Elaine k Lancelotovi, která se rychle rozvine ve fámu, že jejich láska je vzájemná, což Guineveru opět rozzuří.
Elaine a Torre jedou hledat Lancelota. Cestují do Camelotu, kde se za městskými hradbami setkají s Lavainem, který je vezme k raněnému Lancelotovi. Elaine předá Lancelotovi diamant a z jejího výrazu Lancelot pochopí, že jej miluje. Nemůže však její lásku opětovat svázán láskou ke Guinevere. Přesto Elaine Lancelota ošetřuje. Jeho chlad k ní ji přesvědčí, že ji nemiluje, a začne přemýšlet o tom, že bez něho láskou zemře.
Když se Lancelot uzdraví, odjedou všichni na Astolat Lancelot je Elaine vděčný za to, že jej uzdravila, a nabídne jí dárek podle jejího přání. Elaine ho žádá, aby ji miloval a vzal si ji za ženu. Když Lancelot odpoví, že nemůže, Elaine ho požádá, aby z ní udělal svou milenku. Lancelot to odmítá s odkazem na svůj respekt k jejímu otci a bratrům a říká Elaine, že její láska je jen přechodnou fantazií mládí. Nabídne jí, že jí dá pozemky a bohatství, aby mohla uzavřít jakýkoliv sňatek, pro který se později rozhodne, což ona odmítne a omdlí. Lord z Astolatu žádá Lancelota, aby Elaine odmítl hrubšími slovy, protože doufá, že jí to pomůže vyléčit se z její lásky. Proto Lancelot, když odjíždí zpět na Camelot, se s Elaine nerozloučí.

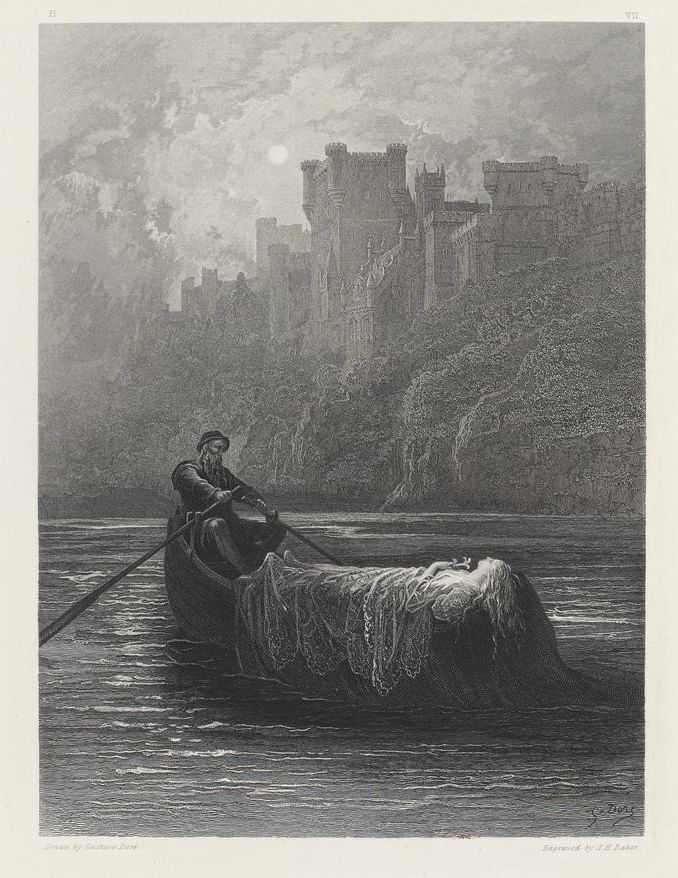
Gustave Doré: Elaine na svém pohřebním člunu (1867)

Elaine je sama ve své věži, myslí na Lancelota a zpívá píseň o hořkosti lásky a sladkosti smrti. Když ji navštíví její otec a bratři, Elaine vzpomíná na dobu svého dětství, kdy Torre a Lavaine pluli po řece směrem k Camelotu, ale jí odmítli vzít na celou cestu sebou, kterou by nyní chtěla absolvovat. Ve snaze zchladit její touhu po lásce jí otec řekne o lásce mezi Lancelotem a Guineverou, ale Elaine tomu odmítá uvěřit a nazve to planou pomluvou. Protože ví, že brzy zemře na nemoc z lásky, požádá o kněze, aby se mohla vyzpovídat. Pak nadiktuje dopis Lavainovi a požádá jej, aby jej po její smrti vložil do jejích rukou. Dále žádá svého otce a bratry, aby ji po smrti položili na pohřební člun a poslali jí po řece na Camelot, s čímž oni souhlasí. Po její smrti se řídí jejími pokyny: položí ji na pohřební člun s jejím dopisem v jedné ruce a lilií v druhé a pak ji pošlou po řece.
V Camelotu se Lancelot snaží dát svých devět diamantů Guinevere. Ta je odmítne v domnění, že jí byl nevěrný s Elaine. Vyhodí je z okna, kde se potopí v řece hned vedle Elainina projíždějícího pohřebního člunu. Všichni na Artušově dvoře se shromáždí a žasnou nad krásnou pannou na člunu. Artuš čte Elainin dopis nahlas. Odhaluje její neopětovanou lásku k Lancelotovi jako příčinu její smrti, žádá královnu a její dámy o soucit a prosí Lancelota, aby se modlil za její duši. Lancelot vysvětluje svůj vztah k Elaine. Říká, že pro ni udělal vše, co mohl, ale že nebyl schopen ji milovat tak, jako ona jeho. Artuš vystrojí Elaine nádherný pohřeb. Pak říká Lancelotovi, že nemůže pochopit, proč Elaine, která vypadala, jako by byla stvořena právě pro něho, ho nedokázala připoutat k sobě, když je mužem, pokud to ví, který není spoután nikde jinde. 
V soukromí královna žádá Lancelota o odpuštění a jako omluvu uvádí žárlivost. Lancelot si uvědomí, že ho Elaine milovala více než Guinevere. Začne si myslet, že Guineverina žárlivost pocházela spíše z její pýchy než z lásky, Přeje si osvobodit se od pouta ke Guinevere, protože ho to zahanbuje a dělá z něj špatný příklad pro ostatní rytíře.

### Svatý grál
Tato idyla je vyprávěním sira Parcivala, rytíře Kulatého stolu, který se ke konci života uchýlil do jednoho opatství daleko od Camelotu, kde žil mnišským způsobem života a zanedlouho zemřel. Ještě za jeho života, se ho jeden ze spolumnichů jménem Ambrož, který ho velmi miloval a měl ho ve velké úctě, zeptal, co ho přimělo opustit Kulatý stůl. Parcival mu odpověděl, že to byla vize Svatého grálu, kalicha, ze kterého pil Ježíš Kristus při poslední večeři.
Parcivalova zbožná sestra jeptiška měla jako první vidění grálu a oznámila Parcivalovi, že by mohl také grál uvidět, aby se tedy postil a modlil se. Parcival tak učiní a řekne ostatním Artušovým rytířům, aby také tak činili. Jedním z rytířů Kulatého stolu jel Galahad, který je velmi mladý a chodí vždy v bílé zbroji. Parcivalova sestra pro něj vyrobí z vlastních vlasů pás k meči, ováže ho kolem něj, nazve jej svým nebeským rytířem a řekne mu, že i on uvidí grál.

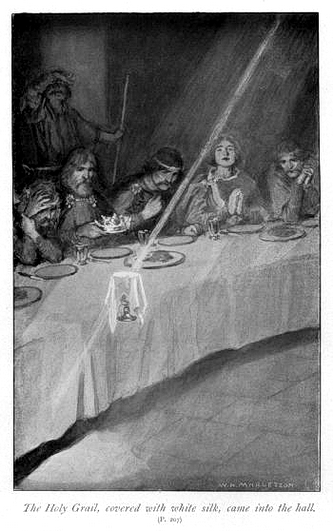
William Henry Margetson: Svatý grál (1914)

V síni s Kulatým stolem zanechal Merlin před svým odchodem podivné křeslo, které nazval „nebezpečný stolec, pro dobré i špatné nebezpečný, neboť v něm žádný člověk sedět nemůže, by sebe sama ztratit nemusel“. Galahad však prohlásí, že když se ztratí, tak se spasí, a jedné letní noci v Artušově nepřítomnosti do křesla skutečně usedne. Síní zavane vichr, zazní rachot a hrom a zableskne paprsek světla, po kterém se dolů snáší Svatý grál zcela zahalený zářivým oblakem. Zjevení pak vzápětí zmizí. Po této vizi Parcival z důvodu, že vlastní grál neviděl, přísahá, že stráví rok a den jeho hledáním, což přiměje všechny přítomné Artušovy rytíře, aby udělali totéž.
Když se Artuš vrátí do síně, přijme zprávu o tom, co se stalo, se smutkem. Zeptá se, zda některý z rytířů skutečně viděl Grál, a dozví se, že kromě Galahada ho nikdo neviděl. Artuš pak řekne rytířům, že výprava za grálem je určena pro muže jako je Galahad, a možná také Parcival nebo Lancelot, ostatní rytíři že jsou vhodnější pro fyzickou službu než pro duchovní, že se většina z nich nevrátí zpátky a že se ušlechtilé činy rytířství vytratí, zatímco oni budou marně hledat grál.
Když rytíři opouští Camelot, všechny ženy pláčou a Guinevere kvílí, že toto šílenství je trestem za jejich hříchy. Parcival tráví většinu roku putováním v „zemi písku a trní“, ve které se vše, co vidí, nakonec rozpadne v prach. Začíná se bát, že grál potká stejný osud, jakmile ho konečně uvidí, a začíná si zoufat. Nakonec Parcival přichází do kaple v jednom údolí, kde mu poustevník řekne, že jeho přízraky jsou výsledkem nedostatku pokory- V kapli se objeví Galahad a požádá Parcivala, aby s ním odcestoval za grálem do duchovního města. Oba se společně vyšplhají na strmou horu a na druhé straně najdou strašlivou černou bažinu, přes kterou vedou mosty. Galahad se přes mosty dostane, ale každý z nich se za ním zhroutí, takže Parcival nemůže dál. Sleduje, jak Galahad nastupuje do člunu, který ho odveze do duchovního města, zatímco nad jeho hlavou se po celou dobu vznáší grál zahalený do bílého aksamitu. Po té, co Galahad vstoupí do města, vidí Parcival jak do města šlehne růžovorudý blesk, a ví, že je to grál, který už niky nemá být na zemi spatřen. Vrátí se do poustevníkovy kaple, nasedne na koně a vrátí se do Camelotu. 

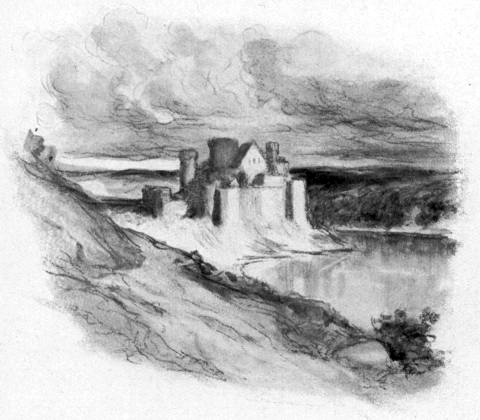
William Henry Margetson: Tajemý hrad Karbonek (1914)

Po svém návratu zjistí Parcival, že Camelot je v neutěšeném stavu a z rytířů že se vrátila sotva desetina. Někteří z nich přání krále vypráví příběhy o své cestě. Sir Gawain říká, že se rozhodl ukončit hledání a že strávil pěkný čas ve stanu s krásnými dívkami, dokud je všechny nerozvál velký vítr. Sir Bors potvrdí, že nakonec uviděl grál, když byl uvězněn pohany. Lancelot se obává, že je plný hanebného hříchu. Domníval se, že hledání grálu mu pomůže zbavit se ho jednou provždy. Nalezl černý člun bez vesel, vstoupil do něho a ten jej po sedmi dnech dopravil k začarovanému hradu Karbonek. Zde vystoupil po tisíci schodech ke dveřím, skrz které se linula záře. Vstoupil do místnosti žhavé jako oheň, na chvíli uviděl grál ukrytý v sametu, ale jas a žár v místnosti jej oslnil a popálil tak, že omdlel. Nyní ví, že ve svém hledání selhal. Artuš říká Lancelotovi, že je nemožné, aby jeden hřích zcela zkazil lidskou ušlechtilost, pokud tím člověkem není zvíře.  
Pak se Artuš ptá svých zbylých rytířů, zda jejich pátrání nebylo zbytečné a škodlivé, protože největší z nich ani nevěří, že grál zahlédli, a ten, kdo jej viděl skutečně, je nyní navždy nepřítomný v jejich společenství. Artuš tuší, že rozklad Kulatého stolu započal.

### Pelleas a Ettarre
Král Artuš pasuje nové rytíře, aby zaplnil mezery Kulatého stolu způsobené ztrátami při hledání Svatého grálu. Je mezi nimi i mladík jménem Pelleas, který se teprve nedávno stal pánem svých zemí. Při jízdě ke králi na turnaj potká v bukovém háji skupinu mladých žen, které se jej ptají na cestu do Caerleonu, kde nyní král pobývá. Dívky jsou vedeny nejkrásnější dámou, jakou kdy Pelleas viděl. Dáma se jmenuje Ettarre a Pelleas se do ní okamžitě zamiluje. Doprovodí dívky do Caerleonu. Ettarre předstírá, že jeho lásku opětuje, protože doufá, že Pelleas vyhraje turnaj a získá pro ni zlatý prsten a vínek. 
Král Artuš ponechá své starší rytíře mimo turnaj, který nazve turnajem mládí, protože chce, aby jej Pelleas vyhrál a získal Ettarre. Pelleas skutečně vyhraje a získanou cenu jí okamžitě daruje. Poté, co Ettarre obdrží dary, její chování k Pelleasovi se rázem změní. Uráží ho, nazve jej panem Chlapečkem, a když jí následuje k jejímu hradu, řekne svým dámám, aby jej držely dál od ní. Dokonce jej nechá stát samotného před bránou. Pelleas se domnívá, že Ettarre zkouší jeho lásku. Proto celý den stojí před hradbami na svém koni v plné zbroji. Ettarre to vadí a tak přikáže svým třem rytířům, aby jej zahnali. Pelleas je však všechny tři postupně porazí. To vzbudí u Ettarre nenávist a po týdnu opět přikáže svým rytířům, aby Pellelase srazili z koně a hnali jej od hradeb. Když toho nejsou schopni, řekne jim, aby ho svázali a přinesli ho dovnitř. Pelleas se nechá dobrovolně spoutat a přenést do hradu. Ve chvíli, kdy uvidí Ettarre, prohlásí se za vězně její vůle. Ettarre se mu vysměje a nechá jej z hradu vyhodit.
Celá situace se opakuje. Když Ettarre opět pošle na Pellease své tři rytíře s tím, aby jej napadli všichni současně, jede náhodou kolem sir Gawain. Ten se snaží Pelleasovi v boji proti třem pomoci, ale Pelleas to odmítne a nechá se znovu svázat. Poté, co uslyší od Ettarre urážky a výsměch, pochopí, že jej nemiluje. Řekne jí, že její nedostatek lásky ho trápí méně než to, jak zášť k němu ničí její krásu. Oznámí jí, že jí bude stále milovat, ale že jej již neuvidí. Ettarre ho nechá svázaného vyhodit, ale začne přemýšlet, proč jej vlastně nemiluje. Pak dojde k závěru, že kdyby jí Pelleas skutečně poznal, už by jí nechtěl.

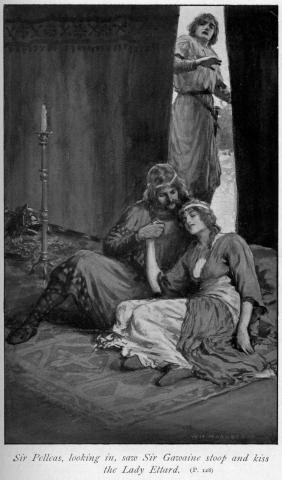
William Henry Margetson: Gawain a Ettare (1914)

Před hradem Gawain osvobodí Pellease z pout a když se dozví, proč se Pelleas nechal svázat, nabídne mu pomoc. Řekne mu, aby mu půjčil svého koně a zbroj, a Ettarre, která jej jako slavného rytíře zcela jistě přijme, že oznámí, že Pellease zabil. Následně jej bude po celou dobu pobytu v hradu tak chválit, že Ettarre změní na něj svůj názor. Pelleas se tři dny potuluje kolem hradu a přemýšlí, proč to Gawainovi trvá tak dlouho, Třetí noc se mu podaří vplížit se na nádvoří a uvidí tři pavilony. V prvním najde Ettařiny rytíře, jak spí od hýření zarudlí, v druhém nalezne spící Ettařiny dívky, na kterých je vidět jejich zlomyslnost, a ve třetím uvidí Gawaina a Ettarre, jak spolu odpočívají na loži. Zahanbený Pelleas se  rozhodne  Gawaina a Ettarre zabít. Když se ale nad ně postaví s obnaženým mečem, zastaví jej jeho rytířský slib, a tak nechá svůj meč na jejich hrdle. Pak zahanbeně odjíždí a pomyslí si, že přísaha Kulatého stolu udělala ze všech, kdo ji přísahali, lháře, protože většina lidí není o nic lepší než zvířata.  Také si uvědomí, že sice po Ettarre toužil, ale nikdy ji doopravdy nemiloval.
Když se Ettarre probudí s Pelleasovým mečem na hrdle, uvědomí si, že jí Gawain lhal. Okamžitě se zamiluje do Pellease a je nyní odsouzena k tomu, aby po něm marně toužila. Její život se skrze tuto lásku stane utrpením. 
Pelleas zatím prchá cestou necestou, až znaven usne u věže, kde Parcival žije jako mnich. Když jej ráno Parcival probudí, je vystrašen zlým snem, jak Gawain zapálil síň Kulatého stolu, a vykřikne: „Ó falešné ty stvoření. A já jsem tě měl čistým jako Guineveru". Toto zvolání přiměje Parcivala, aby se zeptal Pellease, jestli nemá iluze. Opravdu neslyšel o Lancelotovi a Guinevere? Šokovaný Pelleas se ptá Parcivala, zda je královna falešná a zda některý z rytířů Kulatého stolu dodržel svůj slib. Parcivalovou jedinou odpovědí je ticho. Po myšlence, že i král Artuš by také mohl být falešný, Pelleas jako šílený odjíždí. 
Když se Pelleas blíží k Camelotu, který nazývá „krys černé hnízdo", potká Lancelota, který je ještě rozechvěn z milostného rozloučení s královnou. Pelleas mu řekne, že jede, aby odhalil hanbu Kulatého stolu, Lancelota a královny. Lancelot mu řekne, že dál se dostane jen přes něho a v souboji jej porazí. Pelleas jej žádá, aby jej zabil, a řekne mu, že nemá meč. Lancelot jej nechá jít a vrací se s ním do města. Oba vstoupí do síně Kulatého stolu najednou, ale Pelleas královnu nepozdraví. Když se ho Guinevere zeptá, jaký jej trápí žal, že je tak mrzutý, zasyčí na ni: „Nemám meč" a skokem zmizí ze síně. Všechny řeči v sále utichnou, když na přítomné padne podivná předtucha blížící se zkázy. A Mordred pozoruje vše, co se děje, a myslí si, že jeho čas je blízko.

### Poslední turnaj
Kdysi nalezl Artuš s Lancelotem v orlím hnízdě dítě, které mělo kolem krku rubínový náhrdelník.  Artuš jej dal na vychování Guineveře. Poté, co dítě zemře, dá Guinevere rubíny Artušovi jako cenu pro turnaj. Artuš se Guinevere zeptá, co se stalo s diamanty, které jí daroval Lancelot. Guinevere lže, že jí náhodou vypadly z ruky, když se nakláněla nad řeku, kde zrovna plul Elainin pohřební člun.
Artuš vyhlásí turnaj, ale před jeho začátkem vklopýtá do síně jeden z jeho služebníků hrozně zbitý a zmrzačený. Na otázku, kdo mu to udělal, sluha vysvětluje, že zranění mu způsobil muž, který si říká Červený rytíř. Tento muž založil na severu svůj vlastní Kulatý stůl, ve kterém, jak tvrdí, jsou rytíři pravdivější než Artušovi, protože dělají stejné nepravosti jako oni, ale přiznávají se k tomu. Kromě toho je jeho hrad plný nevěstek jako Artušův dvůr, ale ty jeho jsou lepší, protože přiznávají, že nic jiného nejsou.
Artuš se rozhodne vypravit se se svými mladými nově pasovanými rytíři proti Červenému rytíři a vedením turnaje pověří Lancelota. Vlastní turnaj probíhá za deštivého dne a stává se fraškou plnou nezdvořilostí, porušování pravidel a urážek. Sražený Mordred dokonce proklíná mrtvé dítě i krále Artuše. Turnaj nakonec vyhraje nedůstojným způsobem rytíř Tristram (ostatní rytíři se mu zbaběle vzdávají),  který se vrátil z Bretaně, kde se oženil s princeznou Bílou Isoltou. A Lancelot si pomyslí, že již není slavného Kulatého stolu, a bez nadšení dá Tristramovi rubíny. Tristram následně urazí přítomné dámy prohlášením, že jeho královna krásy není přítomna.
Druhý den ráno potká Tristram v prázdné síni tančícího Artušova dvorního šaška Dagoneta a ptá se ho, proč tančí bez hudby. Pak mu na svou harfu zahraje, ale Dagonet přestane tančit. Řekne mu, že raději tančí na hudbu ve své hlavě než na tu zkaženou od Tristrama, jehož žena je „zlomená“ kvůli jeho románku s druhou Isoltou, královnou Cornwallu, a Tristramovi se posmívá. Nakonec Dagonet nazve Artuše svým „bratrem bláznem“, protože si myslí, že dokáže vyrobit fíky z bodláků a hedvábí ze štětin a z bestiálních mužů udělat vznešené rytíře.
Tristram zamíří do Cornwallu. Vzpomíná, že se oženil s Bílou Isoltou proto, že mu jménem připomínala královnu Isoltu a že jí kvůli královně Isoltě následně opustil. Zastaví se, aby si odpočinul v altánku, kde se kdysi s královnou Isoltou ukryli před jejím manželem, králem Markem. Zdá se mu sen, že se prochází po pláži se svou ženou a milenkou. Ukáže jim rubínový náhrdelník a ony o něj zápasí, až ho rozbijí.
Když Artuš se svými rytíři dorazí k věži Červeného rytíře, je z ní slyšet opilý křik. Červený rytíř, rovněž opilý, vyjede v rudé zbroji z věže a uráží krále. Artuš jej pozná a na mysl mu přijde jméno Pelleas. Červený rytíř, který přísahal, že každého rytíře Kulatého stolu, kterého potká, zabije, se na krále vrhne. V opilosti se ale převáží a spadne z koně. Artušovi muži, příliš plni vzteku, neposlouchají krále, ale vrhnou se na Červeného rytíře a zašlapou jej do bahna. Pak vtrhnou do věže, všechny v ní pobijí včetně žen a dětí a věž vypálí do základů. V zemi je sice nyní bezpečno, ale v Artušově srdci vládne bol.
Tristram dorazí ke královně Isoltě, která hovoří o své nenávisti ke králi Markovi a popírá, že mu patří, protože on ani nemá odvahu kvůli ní s Tristramem bojovat. Jeho zvykem je se v temnu za někým plížit. Potom Isolta říká, že Tristram překonal její odpor k cizoložství tím, že jí řekl o vztahu Guinevery a Lancelota s tím, že není hříchem zradit muže, jako je Mark, když Guinevere zradila tak ušlechtilého muže, jakým je Artuš. Pak Tristram daruje Isoltě vyhraný rubínový náhrdelník a skloní se, aby jí políbil. V tu chvíli se za ním zvedne Mark a s výkřikem „toť Markův způsob“, mu rozpoltí lebku. 
Po návratu do Camelotu Artuš zjistí, že Guineveřin pokoj je tmavý. Vzlykající hlas u jeho nohou ve tmě se ohlašuje jako Dagonet a říká mu: „Jsem šašek tvůj; já vícekráte však již tebe nikdy nerozesměju.“

### Guinevere

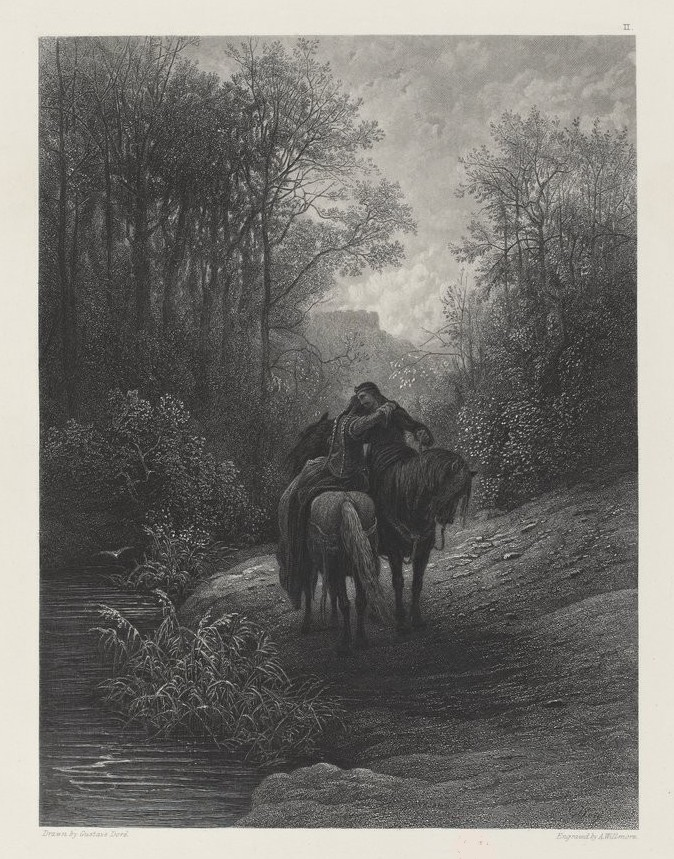
Gustave Doré: Guinevere se loučí s Lancelotem (1868)

Královna Guinevere prchla z Camelotu do opatství v Almesbury. Příčinu byl Artušův synovec sir Mordred, který se neustále snažil vyvolat na Artušově dvoře problémy. Mordred také nenávidí Lancelota, a to od té doby, kdy ho Lancelot přistihl, jak přes zeď špehuje královnu a její dámy, a srazil jej k zemi. Mordredova zášť neustále trvá, přestože se Lancelot, když poznal prince z královské krve, hned omluvil a pomohl mu vstát.  
Když Lancelot řekl Guinevere o tomto setkání s Mordredem, nejprve se zasmála, ale pak měla zvláštní předtuchu, že Mordred bude její zkáza. Od té doby ji sužovaly zlé vize a noční můry. Nakonec je již nemohla dále snést a tak požádala Lancelota, aby odjel z Camelotu na své panství. Ujednali si schůzku, aby se na ní rozloučili, ale doslechla se o ní Vivien a řekla o ní Mordredovi. Ten se svými muži loučící se milence překvapil a označil Lancelota za zrádce.
Lancelot opět srazil Mordreda k zemi a nabídl Guinevere, aby s ním odjela na jeho zámek, kde jí bude bránit, Guinevere nabídku odmítla a řekla mu, že se uchýlí do opatství v Almesbury, kde chce počkat na králův rozsudek. Jak jela nocí, zdálo se jí, že slyší sténání duchů. Pak uviděla havrana a pomyslela si, že si havran vyhlíží pole smrti, protože pohané od Severního moře, zlákáni oslabením Kulatého stolu, opět vtrhnou do země a dojde ke krveprolití.
V Almesbury jsou jeptišky okouzleny půvabem a krásou Guinevery a souhlasí s tím, že ji ukryjí, aniž by znaly její identitu. Guinevere zde žije několik týdnů a mluví pouze se svou služkou, bezstarostnou novickou, jejíž žvatlání jí odvádí od jejích problémů. Pak se však do opatství donese zvěst, že Mordred se spojil s pohany a uzurpoval si trůn, zatímco Artuš válčil s Lancelotem. Guinevere se rozpláče, protože cítí vinu, a služka, která jako ostatní neví, o koho jde, jí řekne, aby si uvědomila, že její strasti nejsou ničím ve srovnání se strastmi krále, které zavinila jeho hříšná manželka, jejíž vinou byl zničen Kulatý stůl. Pak se jí zeptá, kdo je vznešenější: sir Lancelot nebo král. Její odpovědi, že oba jsou stejně vznešení, nevěří, protože je přesvědčena, že Lancelotovy způsoby musí být tisíckrát méně ušlechtilé než Artušovy, protože byl králi tak neloajálním přítelem. Guinevere žádá nebesa, aby jí pomohli v jejím opravdovém pokání. Přesto se její myšlenky obracejí ke dnům, kdy ji Lancelot doprovodil do Camelotu, aby se setkala s králem. Když ho konečně potkala, zjistila, že je chladný a rezervovaný, že není jako Lancelot.

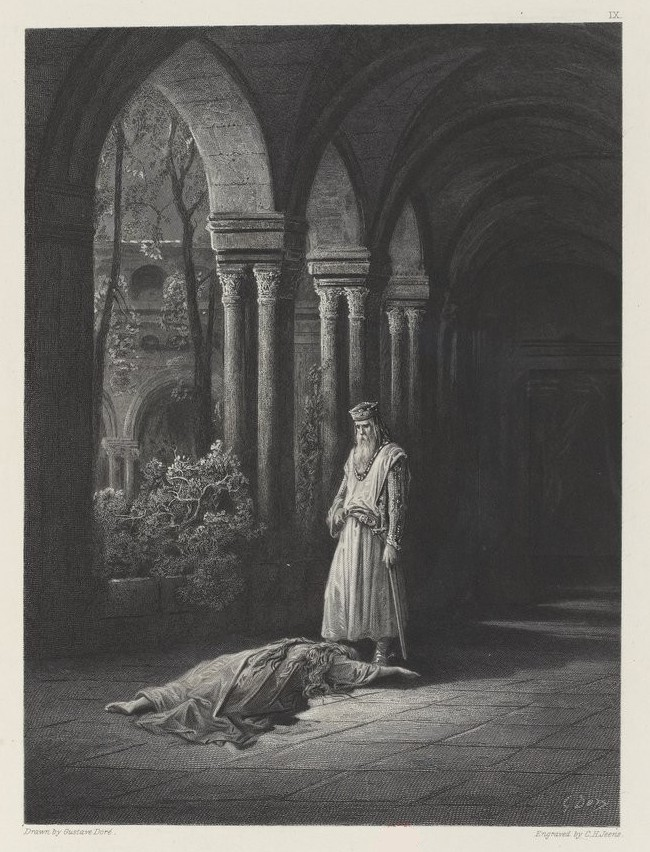
Gustave Doré: Guinevere leží před Artušem na podlaze v opatství (1868)

Najednou dveřmi opatství projede rytíř ve zbroji a Guinevere slyší, že je to král. Padne na podlahu a skryje před ním svou tvář. Artuš se Guinevery ptá, jestli leží mrtvá ze své hanby. Říká, že je dobře, že s ní neměl děti; její děti jsou nyní válka, zmar a nezákonnost. Říká, že přišel z války s Lancelotem, který alespoň odmítl zvednout ruku proti muži, který z něj udělal rytíře. Mnoho dalších však bylo zabito, jako třeba sir Gawain. A mnozí jeho rytíři zapomněli na svůj slib a přidali se k Mordredovi. Z těch mála, co mu zbyli, nechá některé u Guinevery, aby ji ochránili.
Pak Artuš Guinevere říká, že mu zkazila smysl života. Žádá ji, aby poslouchala, co způsobil její hřích. Kulatý stůl vzkvétal, než se oženil s Guinevere, o níž věřil, že bude jeho partnerkou při vytváření lepšího světa. Místo toho jej Guinevere podvedla s Lancelotem, pak přišla aféra Tristrama a Isolty a nakonec Artušovi rytíři pod vlivem těchto událostí upadli do hříchu a nečestnosti. Přestože Artuš stále Guineveru miluje, musí ji vystavit veřejné hanbě a úplně ji zavrhnout, protože věří, že nejhorším veřejným nepřítelem je muž, který si ponechá manželku, o které ví, že je falešná. Dále trvá na tom, že nepřišel Guinevere proklínat. Jeho hněv, kvůli kterému uvažoval o jejím upálení za zradu, částečně pominul. Proto Guinevere odpouští s nadějí, že Guinevere očistí svou duši a setkají se spolu v nebi.
Pak Artuš slyší trubku, která jej volá, aby vedl své muže proti Mordredovi a pohanským pánům. Odchází a ví, že Guinevere na tomto světě již nikdy neuvidí. Guinevere si uvědomí, že milovala nesprávného muže, když dala přednost Lancelotově „teplu a barvě“ před Artušovým „dokonalým a čistým světlem“, o kterém si myslela, že by v něm žít nemohla. Artušovo odpuštění a jeho naděje, že se s ní znovu setká v nebi, jí dává naději, že dokáže svůj hřích odčinit. Proto žádá jeptišky, aby jí umožnily zůstat v klášteře a žít zde tak, aby mohla napravit hřích, který spáchala. Dosáhne jejich souhlasu, a když po čase abatyše kláštera zemře, zvolí si pro její dobré skutky a pro vnitřní sílu, s jakou vykonává své povinnosti, za abatyši jí. Pak slouží jako abatyše až do své smrti o tři roky později.

### Artušův odchod
Poslední idyla cyklu je příběh, který vypráví sir Bedivere, nejdéle žijící Artušův rytíř, na sklonku svého života další generaci. Na výpravě proti Mordredovi slyšel Bedivere, když se procházel středem spícího vojska, sténat Artuše v jeho stanu nad tím, že ve jménu Boha vedl války, ale svět se mu zlepšit nepodařilo. Boha našel ve hvězdách i v květech, ale v lidských způsobech jej nenašel. Snažil se konat Boží vůli a zradila jej jeho žena a nejbližší přítel. Nyní se dokonce postavilo proti němu jeho království. Pak se mu ve snu zdá, že Gawainův duch mu říká, že zítra zemře. Bedivere ho uklidňuje a říká mu, aby pochodoval na západ a bojoval stejně jako za starých časů. Artuš mu odpovídá, že nastávající bitva bude odlišná od těch, které sváděl jako mladý král, protože nyní bojuje proti svým vlastním rytířům.
K rozhodujícímu střetnutí s Mordredem dojde na okraji Lyonesse. Všechny zahalí bílá mlha, která způsobí, že nikdo neví, s kým bojuje, a přátelé zabíjejí přátele. Mnozí také vidí v neprostupné mlze duchy. Konečně se za soumraku rozhostí ticho. Mlha se rozplyne a Artuš se může podívat na bojiště. Vidí jen mrtvá těla, se kterými si pohrává stoupající příliv, a prohlásí se za krále mezi mrtvými. Bedivere mu odpoví, že Artuš je stále králem, a poukáže na to, že Mordred, který Artuše nenávidí, stále žije a je nezraněn, Když ho Artuš spatří, prohlásí, že před smrtí udělá poslední královský čin, zaútočí na Mordreda a zabije ho. Sám však utrží od Mordreda smrtelnou ránu a poznamená, že jeho smrtí končí společenství Kulatého stolu

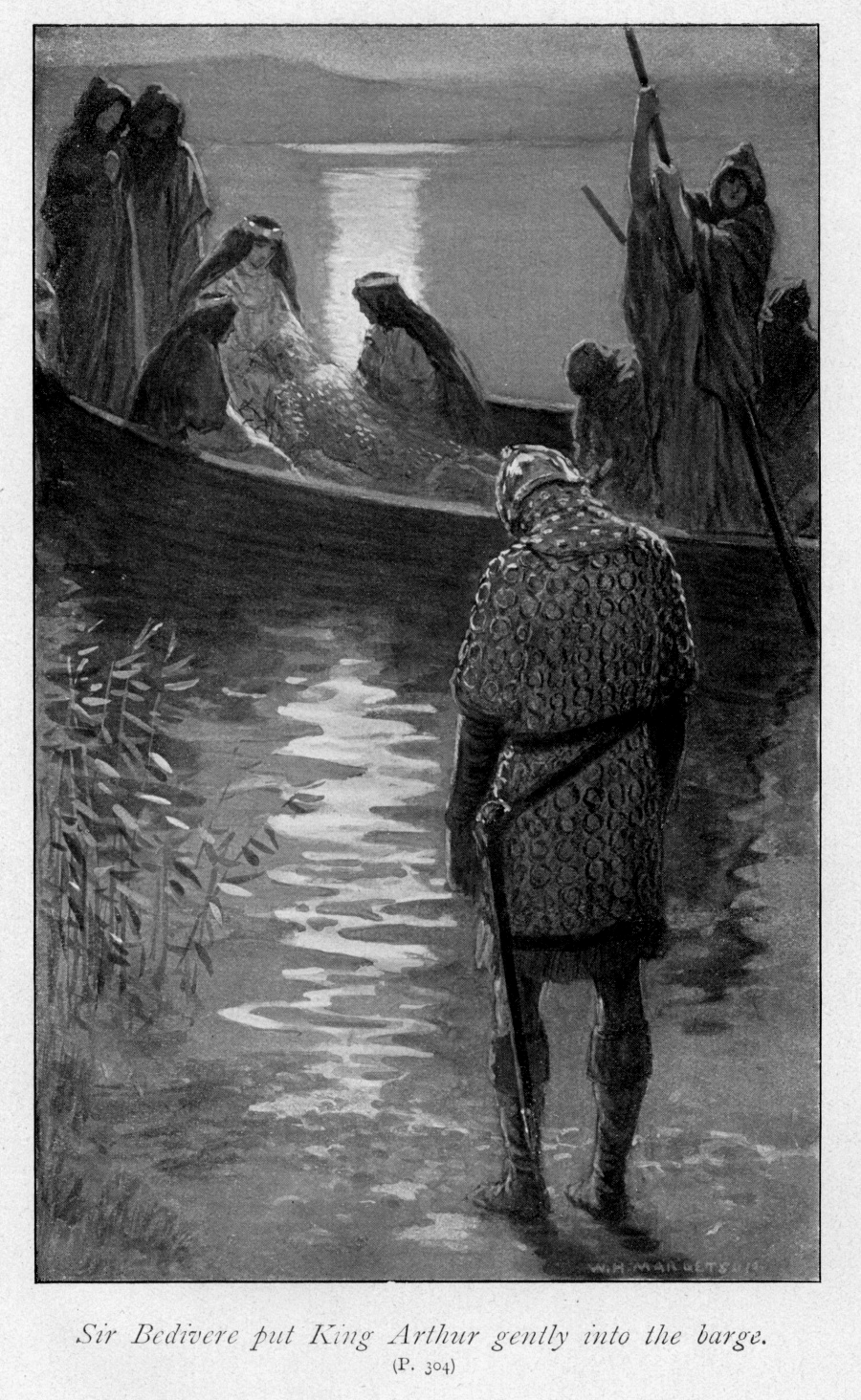
William Henry Margetson:Artuš na svém pohřebním člunu (1914)

Bedivere odnese Artuše do kaple stojící poblíž bojiště mezi mořem a velkým jezerem. Artuš mu říká, že podle Merlina se jednou vrátí, aby znovu vládl. Teď je ale tak zraněn, že ví, že do rána nevydrží. Požádá Bedivera, aby si vzal jeho meč Excalibur, který mu darovala bílá paže v hedvábí vyčnívající z jezera. Řekne Bediverovi, aby vhodil Excalibur doprostřed jezera, pak se vrátil a řekl mu, co uviděl
Bedivere nese meč k jezeru, ale je tak oslněn krásou jeho jílce, že se rozhodne meč schovat mezi rákosím, místo aby jej hodil do jezera. Když se Artuš zeptá, co viděl, Bedivere odpoví, že slyšel jen vlnění vody v rákosí a prudký příboj bijící do kamenů. Artuš ví, že Bedivere nesplnil jeho přání a posílá jej k jezeru znovu. Bedivere opět neposlechne, protože nechce ztratit důkaz o Artušově existenci a Artušovi řekne, že jediné, co slyšel, byl zvuk vody, když do ní hodil meč. Artuš jej nazve nerytířským zrádcem. Pošle ho opět k jezeru a řekne mu, že pokud Excalibur nevhodí do jezera, že jej vlastní rukou zabije, Tentokrát Bedivere meč roztočí a do jezera jej hodí. Z vody se vynoří bílá paže oděná v hedvábí, zachytí meč, třikrát s ním zamává a vtáhne jej do hlubiny, 
Jakmile se Artuš dozví, že Bedivere hodil meč do jezera a viděl paži, požádá ho, aby ho odnesl na břeh jezera. Zde oba uvidí temný člun se třemi naříkajícími ženami se zlatými korunami. Bedivere přemýšlí, zda to jsou ty samé královny, které stály poblíž Artušova trůnu, když zakládal Kulatý stůl. Artuš zašeptá Bediverovi, aby ho dal do člunu. Když to udělá, ženy jej přijmou a jedna si dokonce vezme jeho hlavu do klína. Bedivere se ptá Artuše, co by měl dělat teď, když jsou staré časy mrtvé. Artuš mu odpoví tak, jak odpověděl kdysi Římanům v idyle Příchod Artušův: „Řád starý mění se a novému tu činí místo" Pak jej žádá, aby se modlil za jeho duši a říká mu, že jede na ostrov Avalon, aby se uzdravil.
Člun odplouvá do dálky, zatímco ho Bedivere sleduje. Pak si vybaví podivný verš, který kdysi dávno řekl Merlin: V hloub velkou z velké hloubi kráčívá. Přemýšlí o tom, že Artuš odchází stát se králem mrtvých, ale že se může po uzdravení znovu vrátit. Za úsvitu se mu zdá, že slyší zvuky, jako když vzdálené město vítá návrat svého krále. Pak sleduje, jak člun mizí za východu slunce. „A nové slunce pak se zvedlo, nový nesouc sebou rok..."

## Česká vydání
- Dvé královské idyly. Praha: Jan Otto 1916, přeložil František Krsek, obsahuje Lancelot a Elaine a Arthurova smrt (tj. Artušův odchod).
- Idyly královské. Kladno: Jaroslav Šnajdr 1921-1922, přeložil František Krsek, dva svazky, obsahuje všechny idyly kromě básně Balin a Balan.